# Bosnien och Hercegovinas ambassad i Stockholm
Bosnien och Hercegovinas ambassad i Stockholm  är Bosnien och Hercegovina diplomatiska representation i Sverige. 
Ambassadör sedan 2023 är Bojan Šošić. Ambassaden upprättades 1993. Diplomatkoden på ambassadens bilar är EK.

## Fastigheter
Ambassaden är inrymd i en kontorsfastighet på Birger Jarlsgatan 55 på Norrmalm i centrala Stockholm. Byggnaden restes ursprungligen 1927-28 som bostadshus och ritades av arkitekten Josef Östlihn.

## Beskickningschefer
| Namn              | Period    | Funktion   |
| ----------------- | --------- | ---------- |
| Darko Zelenika    | 2008–2012 | Ambassadör |
| Jadranka Kalmeta  | 2012–2015 | Ambassadör |
| Vesna Čužić       | 2015–2020 | Ambassadör |
| Elvira Dilberović | 2020–2023 | Ambassadör |
| Bojan Šošić       | 2023-     | Ambassadör |